# Hutte à sudation
La cérémonie de la hutte à sudation ou tente à sueur (en anglais : sweat lodge) est un rituel important dans la tradition et la spiritualité nord-amérindiennes (ou autochtones), se déroulant dans une tente assimilable à un sauna. Cette cérémonie se présente comme un moyen de communication directe avec les esprits qui imprègnent le monde dans la culture amérindienne.
Il y a plusieurs modèles de huttes à sudation dont celles qui ont une voûte, celles qui sont semblables à un tipi et celles qui consistent en un simple trou creusé dans le sol et recouvert de morceaux de bois.

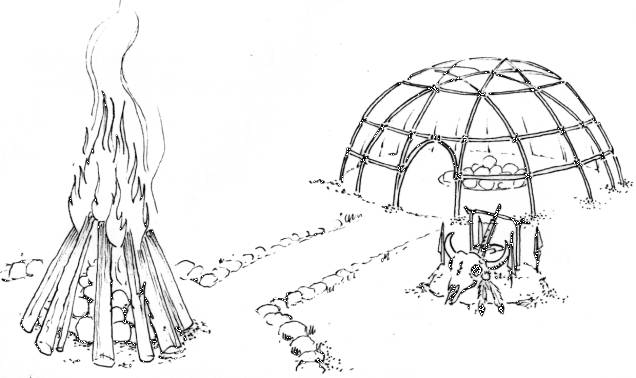
Croquis représentant une hutte à sudation avec le feu et le petit tertre qui sert d'autel.

## Historique

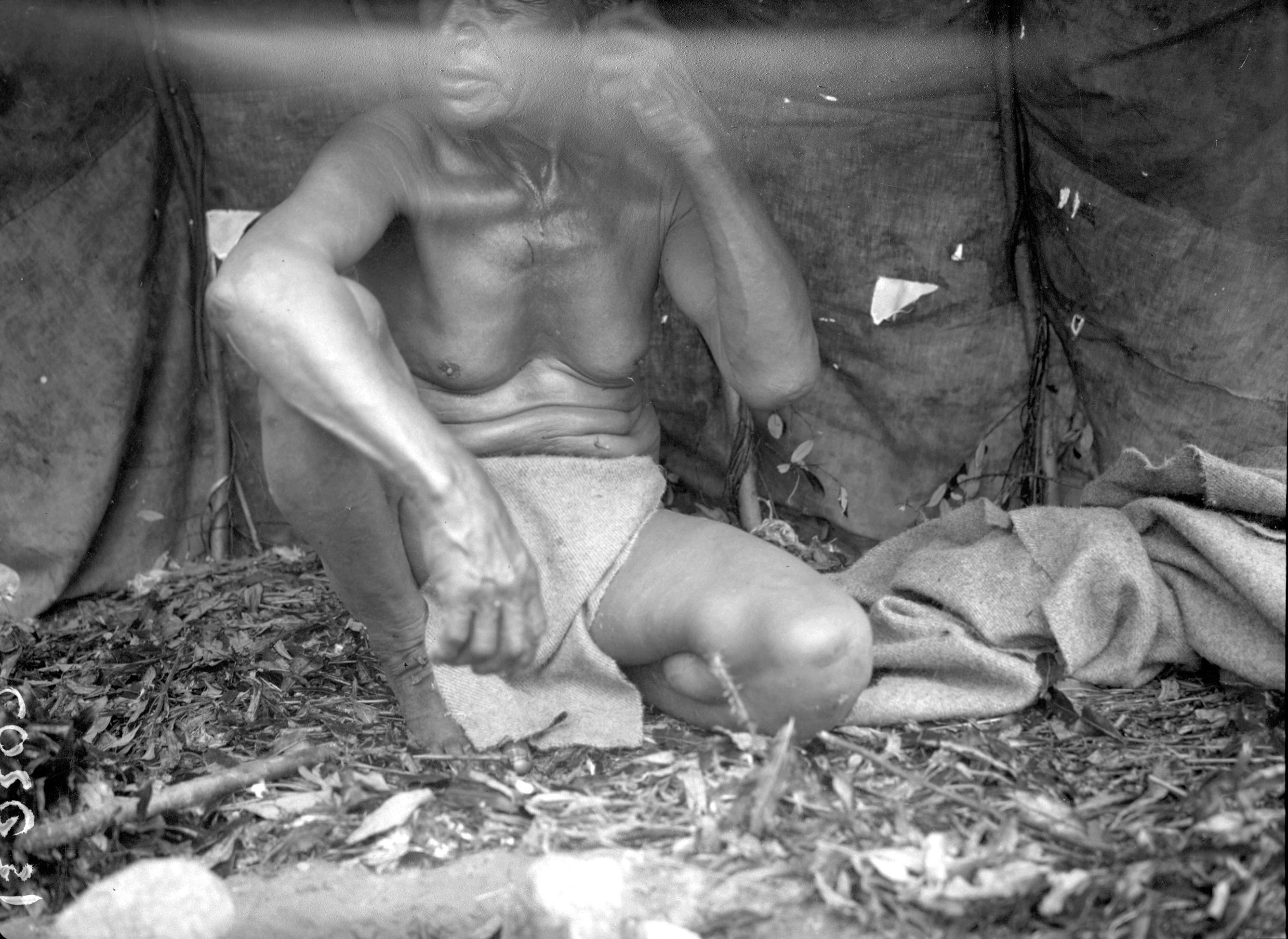
Photo dans une hutte à sudation, par Paul Coze

La hutte à sudation, tradition héritée des croyances animistes des premiers autochtones, consistait en une cérémonie qui se pratiquait dans une tente et dont le principe reposait sur la sudation. Il s'agissait d'un remède que les autochtones utilisaient pour chanter et prier ensemble, se purifier, préserver leur santé et prévenir les maladies.

## La hutte chez les Lakotas

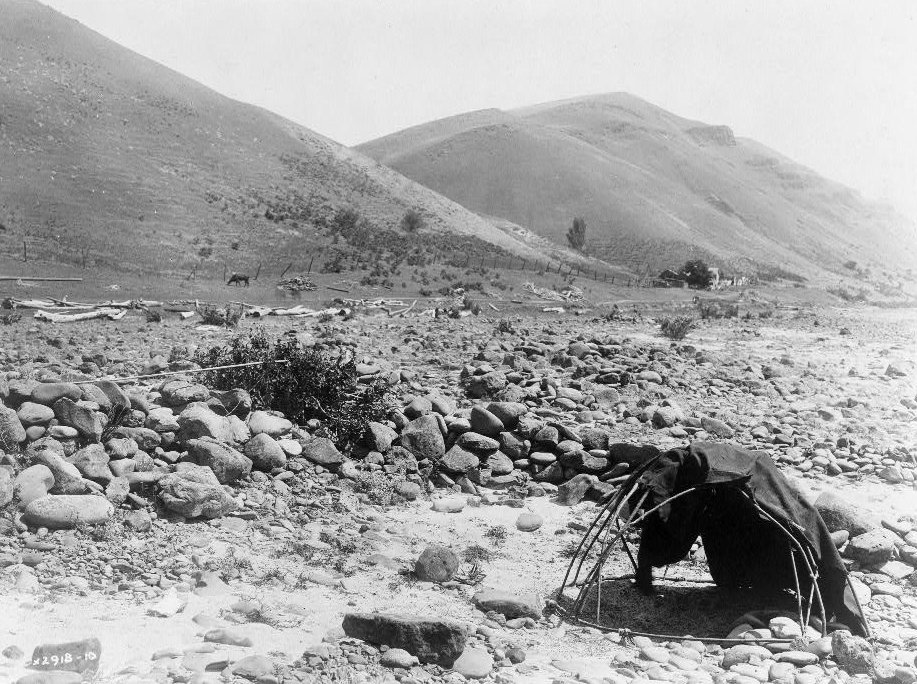
Hutte à sudation des indiens Nez-Percés.

Le modèle le plus répandu est la hutte à sudation des Sioux Lakotas et le rituel associé est appelé l'Inipi. Celui-ci se déroule dans une tente (appelée ini tipi) avec une armature constituée de 12 ou 16 jeunes saules sur lesquels sont tendues des peaux ou des couvertures. L'entrée est tournée vers l'ouest. Des pierres sont d'abord chauffées dans un feu extérieur, puis placées dans le sol de la hutte à l'intérieur d'un puits central. Parfois arrosées pour créer de la vapeur, elles produisent de la chaleur qui fait transpirer les participants ayant pris place, nus, à l'intérieur. À quatre reprises, des pierres sont amenées dans la hutte, en l'honneur des quatre directions cardinales.
La cérémonie est relativement longue, accompagné de prières à Wakan Tanka, le grand esprit ou mystère qui imprègne le monde et l'univers selon les croyances de ce peuple. Ce rite de purification est accompli dans le cadre d'une séance de guérison, d'une séance d'expiation, avant le rite de passage qu'est la quête de vision ou encore avant ou pendant certaines danses sacrées, notamment la danse du soleil.

## La hutte à sudation aujourd'hui

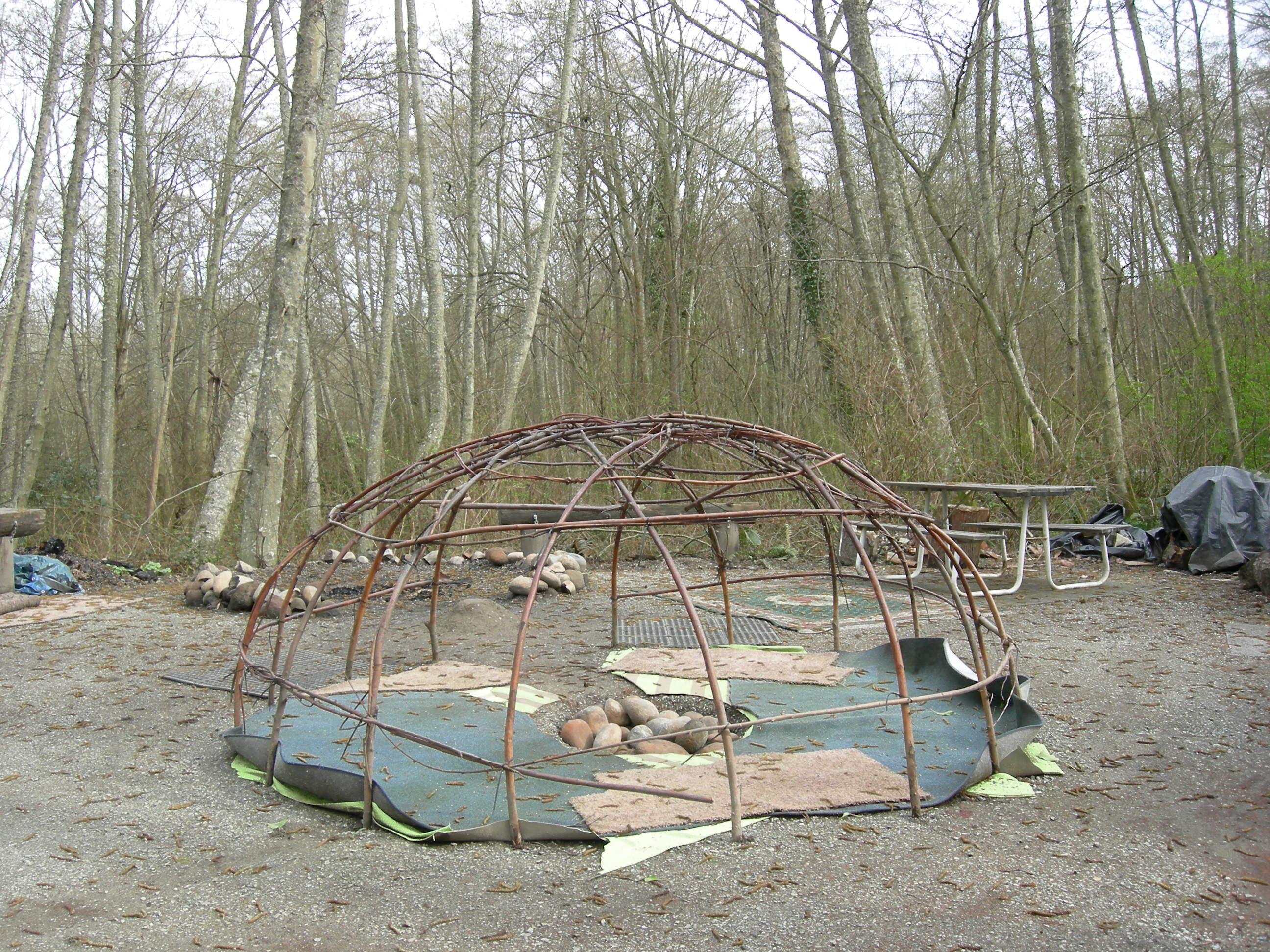
Structure d'une hutte contemporaine

Certains courants New Age ont importé la hutte à sudation dans leurs pratiques. Le rituel peut sembler parfois détourné de son sens premier mais il existe encore des groupes désireux de perpétuer cette tradition dans le respect des traditions ancestrales. La hutte à sudation a notamment un intérêt dans le fait que cette pratique reste d'une grande simplicité, sans usage de plantes psychotropes. Une controverse est apparue en 2009 à la suite de décès aux États-Unis au cours d'une cérémonie de hutte à sudation.